# Erechthias strigata
Erechthias strigata är en fjärilsart som beskrevs av Bradley 1956. Erechthias strigata ingår i släktet Erechthias och familjen äkta malar. Inga underarter finns listade i Catalogue of Life.